# Nationalsozialistischer Führungsoffizier

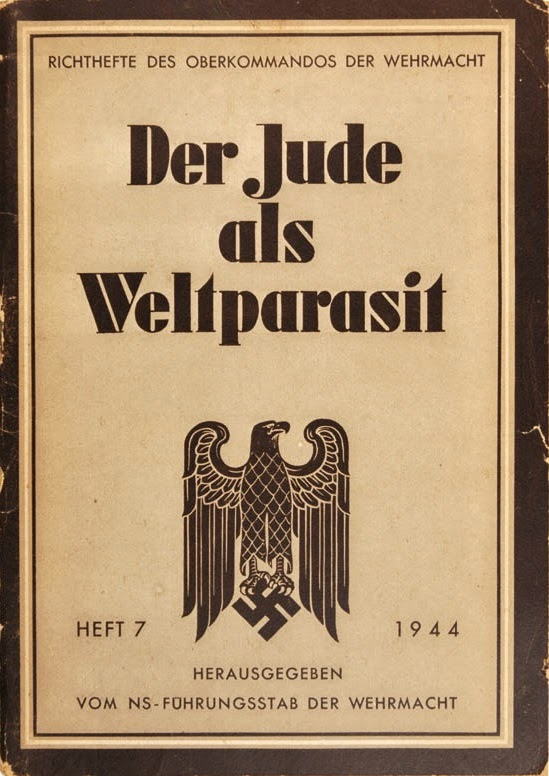
Okładka broszury szkoleniowej „Żyd jako światowy pasożyt” wydanej w roku 1944 przez Narodowosocjalistyczny Sztab Dowodzenia Wehrmachtu

Nationalsozialistischer Führungsoffizier (NSFO) – oficer niemieckiego Wehrmachtu podczas II wojny światowej, którego zadaniem było przybliżanie żołnierzom narodowosocjalistycznego światopoglądu poprzez wykłady i dyskusje. Miało to na celu wzmocnienie woli żołnierzy do wytrwania w obliczu coraz gorszej sytuacji Niemiec na frontach II wojny światowej. Oficer polityczny Wehrmachtu mógł być jednocześnie dowódcą wojsk, czym różnił się od sowieckiego politruka, który miał być dla żołnierzy Armii Czerwonej wzorem do naśladowania, ale jednocześnie nie pełnił żadnych regularnych wojskowych zadań dowódczych, a tylko polityczne.
Narodowosocjalistyczny Sztab Dowodzenia w Naczelnym Dowództwie Wehrmachtu (OKW) powołany został na podstawie dekretu Adolfa Hitlera z 22 grudnia 1943 roku. Dowodził nim generał Hermann Reinecke który stwierdził, że tylko pełną rewolucyjną mocą narodowego socjalizmu można przeciwstawić się rewolucyjnej woli wroga, a Wehrmacht, partia nazistowska i szturm ludowy to rewolucja narodowosocjalistyczna. Niemiecki żołnierz według Reineckego walczy jako uzbrojony narodowy socjalista, a prowadzenie wojny czysto militarnie już nie wystarcza.
Oficerowie polityczni zostali wyodrębnieni z korpusu oficerskiego Wehrmachtu, ale musieli zostać wcześniej zatwierdzeni przez sztab roboczy powołany przez szefa partyjnej kancelarii Martina Bormanna. Sztab kierowany przez Wilhelma Rudera weryfikował, czy oficerowie są „nieskazitelni” w narodowosocjalistycznym sensie. Według Rudera z punktu widzenia kancelarii NSDAP doszło do zaniedbań w szkoleniu „żołnierzy politycznych” i „zarządzania ludźmi”, ale wyeliminowanie tych błędów polepszyło wewnętrzną stabilizację Wehrmachtu. 
Pod koniec 1944 roku w centralnych szkoleniach uczestniczyło około 47 000 oficerów politycznych Wehrmachtu w niepełnym wymiarze godzin i tylko około 1100 w pełnym wymiarze. W pułkach i batalionach oficerowie wykonywali czynności polityczne drugorzędnie, w dywizjach podlegali bezpośrednio ich dowódcom. Na szczeblu kompanii funkcję oficera politycznego pełnił dowódca jednostki. Podczas szkolenia nazistowscy dowódcy indoktrynowali żołnierzy Wehrmachtu między innymi antysemicką propagandą, taką jak idea, że Żydzi są pasożytami i powinni podlegać eksterminacji.